# Шарлевиль-Мезьер (округ)
Шарлевиль-Мезьер (фр. Charleville-Mézières) — округ (фр. Arrondissement) во Франции, один из округов в регионе Шампань-Арденны. Департамент округа — Арденны. Супрефектура — Шарлевиль-Мезьер.
Население округа на 2006 год составляло 165 996 человек. Плотность населения составляет 91 чел./км². Площадь округа составляет всего 1825 км².